# Human Genome Organisation
Pour les articles homonymes, voir Hugo.
L'Organisation du Génome Humain (The Human Genome Organisation), ou HUGO, est une organisation impliquée dans le projet Génome humain, projet dont la mission est de séquencer totalement le génome de l'être humain. HUGO a été créée en 1988 en tant qu'organisation internationale, principalement pour favoriser la collaboration entre les scientifiques travaillant sur le génome dans le monde entier.
Le HGNC (HUGO Gene Nomenclature Committee, Comité de nomenclature des gènes) est l'un des comités le plus actif d'HUGO. Le but du HGNC est d'attribuer un nom et un symbole uniques à chacun des gènes humains.